# Rimicaris hybisae
Espèce
Rimicaris hybisae est une espèce de crevette abyssale de la famille des Alvinocarididae.

## Description
Rimicaris hybisae n’a pas d’yeux, mais des capteurs de lumière sur son dos qui l’aident à naviguer dans les eaux profondes.

## Mode de vie
On sait très peu de chose sur la vie de cette crevette, elle vit en colonies et celles-ci peuvent atteindre 2 000 individus par mètre carré.

## Répartition
Rimicaris hybisae vit dans la mer des Caraïbes.

## Habitat
Cette crevette vit à 5 000 mètres de profondeur dans la fosse des Caïmans au-dessus du cratère d'un volcan sous-marin, à proximité d'une eau à 450 °C.

## Découverte
Rimicaris hybisae a été découverte dans la mer des Caraïbes par des biologistes britanniques qui ont révélé son existence, dans une étude publiée le 10 janvier 2012 dans le journal scientifique "Nature Communications". Sa dénomination spécifique, hybisae, fait référence au véhicule sous-marin ayant permis sa découverte, HyBIS.

## Publication originale
- Nye, Copley, & Plouviez, 2011 : A new species of Rimicaris (Crustacea: Decapoda: Caridea: Alvinocarididae) from hydrothermal vent fields on the Mid-Cayman Spreading Centre, Caribbean. Journal of the Marine Biological Association of the United Kingdom. DOI 10.1017/S0025315411002001